# Пюман, Дениз
Дениз Пюман (род. в 1946 году) — французский географ, специалист в области геоурбанистики и моделирования систем расселения. Лауреат Премии Вотрена Люда (2010), аналога Нобелевской премии в области географии.

## Образование
Дениз Пюман поступила в Высшую нормальную школу в 1965 году, закончила её в 1969. Защитила диссертацию по географии в 1980 году.

## Карьера
- 1970—1981 — профессор-ассистент в Университете Пантеон-Сорбонна
- 1981—1985 — научный сотрудник Национального института демографических исследований
- 2000—2001 — ректор академического округа Гренобль
- 1989— н.в. — профессор Университета Париж 1 Пантеон-Сорбонна[3]

Профессор Пюман является основателем и научным редактором журнала Cybergeo (c 1996 года).
Она также является главой Европейской исследовательской группы по пространственному моделированию в социальных науках (S4) Национального центра научных исследований.
В 1992—2000 годах Пюман была председателем Комиссии по городскому развитию и городскому образу жизни Международного географического союза.
В 1987—2000 годах была председателем Французской комиссии по теоретической и количественной географии.

## Вклад в науку
Научные интересы Пюман сконцентрированы в области исследования эволюции и динамики систем городов, фрактальных структур в городских сетях, проблем мультимасштабности (скейлинга). Пюман принимала участие в разработке семейства моделей SIMPOP — мультиагентных моделей прогнозирования развития городов и их систем.
Автор серии работ, посвященных пространственному моделированию урбанизационных процессов, сравнительному моделированию урбанизации в Европе, США, ЮАР и других регионах, а также в области теории географической науки.

## Награды
| Год  | Описание                                                                        |
| ---- | ------------------------------------------------------------------------------- |
| 2013 | Офицер Ордена Почетного Легиона                                                 |
| 2012 | Член-корреспондент Британской академии                                          |
| 2010 | Премия Вотрена Люда Серебряная медаль Национального центра научных исследований |
| 2009 | Офицер Ордена «За заслуги» Член-корреспондент Австрийской академии наук         |
| 1999 | Кавалер Ордена Почетного Легиона                                                |
| 1984 | Бронзовая медаль Национального центра научных исследований                      |

## Основные труды
- Denise Pumain, David Lane, Sander van der Leeuw et Geoffrey West (eds.) Complexity perspectives on innovation and social change, ISCOM, Springer, Methodos Series, 2009.
- Denise Pumain, Thierry Paquot, Richard Kleinschmager.  Dictionnaire La ville et l’urbain, Anthropos, 2007.
- Denise Pumain, Marie-Flore Mattei.  Données urbaines, tome 5, Anthropos, collection " Villes ", 2006.
- Denise Pumain (dir.)  Hierarchy in Natural And Social Sciences, Springer, 2005.
- Denise Pumain, Marie-Flore Mattei.  Données urbaines, tome 4, Anthropos, collection " Villes ", 2003.
- Denise Pumain, Thérèse Saint-Julien, Armand Colin.  Les interactions spatiales, collection " Cursus ", 2001.
- Denise Pumain, Marie-Flore Mattei.  Données urbaines, tome 3, Anthropos, collection " Villes ", 2000.
- Denise Pumain, Bernard Lepetit.  Temporalités urbaines, Anthropos, collection " Villes ", 1999.
- Denise Pumain, Nadine Cattan, Céline Rozenblat et Thérèse Saint-Julien.  Le système des villes européennes, Anthropos, collection " Villes ", 1999.
- Denise Pumain, Robert Ferras, Thérèse Saint-Julien.  France et Europe du Sud, Géographie Universelle, Belin, 1999.
- Denise Pumain, Thérèse Saint-Julien.  Atlas des villes de France, La Documentation française, 1998.
- Denise Pumain, Marie-Flore Mattei.  Données urbaines, tome 2, Anthropos, collection " Villes ", 1998.
- Denise Pumain, Thérèse Saint-Julien, Armand Colin.  L’analyse spatiale, tome 1 : Les localisations dans l’espace, collection " Cursus ", 1997.
- Denise Pumain, J.-M. Offner.  Réseaux et territoires — significations croisées, Éditions de l’Aube, La Tour d’Aigues, 1996.
- Denise Pumain, Francis Godard.  Données urbaines, tome 1, Anthropos, collection " Villes ", 1996.
- Denise Pumain, Thérèse Saint-Julien.  Atlas de France, volume 12 : l’espace des villes, La Documentation Française, 1995.
- Denise Pumain, Antoine Bailly et Robert Ferras.  Encyclopédie de Géographie, Economica, 1995.
- Denise Pumain, Michèle Béguin.  La représentation des données géographiques : Statistique et cartographie, 1994.
- Denise Pumain.  The Statistical Concept of the Town in Europe, avec EUROSTAT, European communities, 1992.
- Denise Pumain (dir.)  Spatial Analysis and Population Dynamics, J. Libbey, 1990.
- Denise Pumain, Lena Sanders et Thérèse Saint-Julien. ' Villes et auto-organisation, Economica, 1989.
- Denise Pumain.  La dynamique des villes, Economica, 1982.